# 里乌马尔坦
里乌马尔坦是法国夏朗德省的一个市镇，位于该省南部，属于昂古莱姆区（Angoulême）。该市镇总面积14.6平方公里，2009年时的人口为233人。

## 人口
里乌马尔坦（Rioux-Martin）人口变化图示